# Jelena Soboleva
Jelena Vladimirovna Soboleva (ryska: Елена Владиморна Соболева), född 3 augusti 1982, är en rysk friidrottare (medeldistanslöpare).
Soboleva första större mästerskap var VM i Helsingfors 2005 där hon slutade fyra på 1 500 meter. Samma placering blev det vid EM i Göteborg 2006. 
Bättre gick det inomhus under 2006, dels slog hon världsrekordet inomhus med tiden 3.58,28, dels blev hon bara en månad senare tvåa på 1 500 meter vid inomhus-VM i Moskva. 
Vid VM 2007 i Osaka blev det ännu en silvermedalj då hon fick se sig besegrad av Maryam Yusuf Jamal.
Hennes första seger vid ett stort mästerskap kom vid Inomhus-VM 2008 då hon vann 1 500 meter och slog sitt nyslagna världsrekord från Moskva tidigare samma år. Det nya världsrekodet var 3.57,71, men har sedermera ogiltigförklarats.
Under säsongen 2008 valde hon satsa på 800 meter och vid tävlingar i Tula den 5 juli sprang hon på tiden 1.55,7. På ryska mästerskapet 2008 slog hon Pamela Jelimos årsbästa när hon sprang på 1.54,85.
Inför de olympiska sommarspelen 2008 stängdes hon av för misstänkt doping. Detta bekräftades senare när det ryska friidrottsförbundet den 20 oktober valde att stänga av henne i två år för bloddoping. Alla hennes resultat efter den 26 april 2007 har förklarats ogiltiga, inklusive världsrekordresultatet 3.57,71 på 1 500 meter inomhus från Valencia i mars 2008.